# Biais de ratio
Le biais de ratio ou négligence du dénominateur est un biais cognitif qui consiste, lors de la prise de décision, à privilégier un nombre plus grand d’éléments dans un ensemble où leur proportion est pourtant inférieure à celle d'un autre ensemble, omettant de fait la comparaison des deux proportions.

## Exemples
- On peut être sujet à ce biais dans une loterie, si l’on privilégie de prendre un ticket d’une pile où il y en a neuf gagnants sur cent plutôt qu’un issu d’une pile où il y en a un gagnant sur dix[1].
- La négligence du dénominateur peut aussi être observée dans la perception de catastrophes : par leurs impacts et leurs résonances médiatiques, les accidents nucléaires, les accidents aériens ou les attentats peuvent être perçus avec un risque déformé sans remise en contexte de leurs occurrences[2].

## Explications
Cette négligence du dénominateur serait liée à plusieurs routines, notamment l’« heuristique de la disponibilité » où les perceptions des probabilités se font à partir des exemples qui viennent en tête et l’« heuristique de la représentation » où il est question de mobiliser la ressemblance avec des stéréotypes.